# Démonicé (Éphèse)
Pour les articles homonymes, voir Démonicé.
Démonicé, ou Demonice, est une figure légendaire de la Grèce antique.
Démonicé est une jeune fille d'Éphèse. Lorsque le roi gaulois Brennos envahit l'Asie Mineure, il passe par Éphèse et tombe amoureux de Démonicé. Elle promet de satisfaire ses désirs et aussi de trahir son pays en échange de ses bracelets d'or et des bijoux des femmes gauloises. Alors Brennos ordonne à ses soldats de jeter dans le giron de la femme avide l'or qu'ils portent. Démonicé est ainsi enterrée vivante sous l'abondance de l'or.
Cet épisode participe des légendes où une jeune fille trahit les siens, quitte à être tuée par le bénéficiaire de la trahison (comme Tarpeia à Rome). 